# Неа Мони
Манастир Неа Мони (грч. Νέα Μονή) манастирски је комплекс грађевина из 11. века на грчком острву Хиос.
Манастир је 1990. године уврштен на УНЕСКО-ву листу Светске баштине. Налази се на обронцима планине Проватеио орос у унутрашњости острва, око 15 км од града Хиоса.
Познат је по мозаицима, који се убрајају међу најлепше примере византијске уметности.

## Историја
Манастир Неа Мони подигао је византијски цар Константин IX Мономах са својом женом царицом Зојом, средином 11. века. Према острвској легенди, манастир је подигнут на месту где су три монаха: Никита, Јован и Јосиф, пронашли икону Богородице, на грани мирте.

У то време Константин се налазио у изгнанству на оближњем острву Лезбосу. Монаси су отишли тамо да га обиђу и испричали му како им се пред иконом указало пророчанство да ће он постати следећи цар. Константин им је обећао да ће подићи цркву ако се то обистини. И заиста је 1042. године Константин постао цар, те је у знак захвалности почео градити манастир посвећен Богородици (Тхеотокос). Главна манастирска црква (католикон) освећена је 1049. године, а цели манастирски комплекс био је готов 1055, тек после Константинове смрти.

Манастир је још од оснивања уживао знатне привилегије. у јулу 1049. Константин Мономах издао је хрисовуљу према којој манастир не подлеже ни црквеној ни световној месној власти и поклонио му главарину са Хиоса. 
Захваљујући великим земљишним поседима, ослобођености од пореза и другим повластицама које су му додељивали и следећи цареви, манастир је напредовао за време постојања Византијског царства. Вековима је Неа Мони гомилао богатства, тако да је постао један од најбогатијих манастира на Егејском мору. На свом врхунцу негде око 1300, Неа Мони је поседовао готово трећину свих некретнина на Хиосу, а у њему је живело чак осамсто монаха.
Кад су острво запосели Ђеновљани, манастир је почео да сиромаши, али је ипак остао активан и пошто су Хиосом завладали Турци. Захваљујући томе што је био ставропигија Цариградског патријарха, односно потпадао непосредно под патријархову власт, уживао је и под Турцима нешто бољи положај него остали православни манастири.
У 17. веку број монаха почео се нагло смањивати, али се у наредном веку стање поправило.
Манастир је почео да пропада након злогласног покоља на Хиосу за време Грчког рата за независност 1822. Тада је опљачкан и демолиран и никада се више није сасвим опоравио. Разорни земљотрес 1881. допринео је даљем пропадању. Купола католикона се урушила, а неколико манастирских зграда потпуно се срушило, на пример звоник из 1512.
У новије време манастир Неа Мони захватиле су другачије недаће. Монашки живот готово потпуно је угаснуо и манастир је зато 1952. године претворен у женски. Према попису из 2001. године, у манастиру су живеле свега три монахиње.

## Грађевине у манастиру
Манастирски комплекс садржи: главну цркву (католикон), две мање цркве (посвећене Светом крсту и св. Пантелејмону), трпезарију (триклинон), монашке ћелије и подземну цистерну. Читав комплекс заштићен је зидом (изворне византијске зидине срушили су Турци 1822). На североисточном крају налази се одбрамбени торањ, који се раније користио као библиотека. Изван зидина налази се монашко гробље с малом капелом св. Луке.
Средишњи, главни манастирски објекат, католикон посвећен Богородици, има наос с осмоугаону основом и нартексом (припратом) и егзонартексом у продужетку. Припада такозваном острвском типу цркве, какве су, осим на Хиосу, грађене и на Кипру. Данашњи изглед цркве последица је обимних реконструкција изведених у 19. веку, после турских разарања 1822. и земљотреса 1881.

## Галерија
- Улаз у манастир (2009.)
- Главни олтар
- Крштење Христово, мозаик, ниша наоса
- Јудин пољубац, мозаик, 11. вијек